# Nord SS.10
Nord SS.10 var en fransk pansarvärnsrobot tillverkad av Nord Aviation på 1950-talet. Det var den första serietillverkade pansarvärnsroboten och den användes av franska och israeliska trupper under Suezkrisen 1956.

## Utveckling
År 1948 började man på Arsenal de l'Aéronautique undersöka om det gick att utveckla den tyska Ruhrstahl X-7 till ett användbart vapen. Så snart de första provskjutningarna ägt rum 1952 blev även USA:s armé intresserade och började testa roboten vid Redstone Arsenal 1954. Samma år påbörjades också serietillverkningen i Frankrike av Nord Aviation. USA valde att i stället satsa på den inhemska pansarvärnsroboten Dart, men när den lades ner köpte man ändå in SS.10.

## Användning
Frankrikes armé började använda SS.10 år 1955. Samma år besökte Moshe Dayan och Shimon Peres Frankrike där de förhandlade fram ett kontrakt på inköp av krigsmateriel för 80 miljoner USD till Israel. I avtalet ingick förutom Mystère IV-jetplan och AMX-13-stridsvagnar även 200 stycken SS.10-robotar som anlände precis i tid för att sättas in i Suezkrisen. Även franska 10:e fallskärmsdivisionen (10e division parachutiste) använde SS.10-robotar monterade på Delahaye-jeepar under Suezkrisen.
När utvecklingen av den amerikanska Dart-roboten lades ner återuppväcktes USA:s intresse för SS.10 och man köpte in 500 stycken 1958. Dessa användes bara under ett par år innan de ersattes av pansarvärnsroboten ENTAC, också det en fransk konstruktion.

### Svensk tjänst.
Roboten användes av Försvarsmakten och gick då under namnet robot 51. Den användes i första hand av armén som pansarvärnsrobot men kom även att testas av Kustartilleriet för sjömålsbekämpning. För detta ändamål utvecklade man en ny stridsdel för bättre effekt mot sjömål, men robotens räckvidd visade sig vara för kort. Robot 51 avvecklades 1965.

## Varianter
- SS.10 – markavfyrad pansarvärnsrobot
- AS.10 – flygburen pansarvärnsrobot
- Robot 51 – försöksmodell för svenska kustartilleriet

## Användare
- Frankrike
- Israel
- Sverige
- USA